# Dry Tortugas National Park
Dry Tortugas National Park er en nationalpark i Florida, USA. Den ligger omkring Dry Tortugas-øerne  vest for øgruppen Florida Keys; Det meste af nationalparken er vandområde. Den  blev grundlagt 4. januar 1935 og havde 64.122 besøgende i 2006. Parken er kun tilgængelig med vandflyver eller båd. Parkens aktiviteter omfatter snorkling,  dykning, lystfiskeri og fuglekigning. 
Parken er kendt for det rige plante- og dyreliv i havet, farverige koralrev og alle legenderne om skipsvrag og sunkne skatte. Parkens midtpunkt er Fort Jefferson som er et massivt men ufærdigt kystfort. Fort Jefferson er den største murede bygning på den vestlige halvkugle og er bygget af  over 16 millioner mursten. 
Den første europæer som fik øje på området var Ponce de Leon, på sin opdagelsesrejse i 1513. I nationalparken fangede Leon 160 havskildpadder og da han kom tilbage til Europa refererede han til øerne som «Tortugas» som betyder skildpadder. 
Under den føderale regeringens lukning af nationalparker i 1995 blev Dry Tortugas lukket sammen med alle de andre nationalparker i USA. Lukningen havde en særdeles skadelig effekt på turismen og dermed også delstatens økonomi, og  derfor begyndte delstatens indbyggere i nærheden af parken at indsamle penge for at kunne holde Dry Tortugas åben.